# Режим польоту

Увімкнена помаранчева кнопка режиму польоту на iPhone і Apple Watch.

Режим польоту, автономний режим, авіарежим або режим «У літаку» — налаштування, доступне на смартфонах та інших портативних пристроях. У разі ввімкнення цей режим призупиняє передачі радіочастотного сигналу пристрою (тобто Bluetooth, мобільний зв'язок та Wi-Fi), фактично вимикаючи всі аналогові голосові служби та служби передачі цифрових даних, якщо цей режим коректно реалізовано автором програмного забезпечення електронного пристрою. Коли мобільні телефони стали поширеними в 1990-х роках, деякі комунікаційні гарнітури пілотів реєстрували клацання, коли мобільний телефон на борту літака приймав сигнал. Це клацання на гарнітурі надзвичайно відволікало dsl керування літаком, а з часом пасажири літака телефонували все більше й більше. Це призвело до заборони використання електронних пристроїв у літаках і започаткувало еру режиму польоту. Ця умова подорожі на літаку в міру розвитку мобільних пристроїв, перейшла від апаратного рішення до програмного забезпечення у смартфонах.
Режим отримав таку назву, тому що більшість авіаліній забороняють використовувати пристрої, які передають радіочастотні сигнали під час польоту.
Зазвичай в режимі польоту неможливо здійснювати телефонні дзвінки або надсилати повідомлення, але деякі смартфони дозволяють дзвонити до служб екстреної допомоги. Більшість пристроїв дозволяють продовжувати використовувати поштові клієнти та інші мобільні програми для написання текстових або електронних повідомлень. Повідомлення зберігаються в пам’яті для передачі пізніше, коли режим польоту буде вимкнено.
Wi-Fi і Bluetooth можна ввімкнути окремо, коли пристрій перебуває в режимі польоту, якщо це дозволяється авіакомпанією. Отримання радіочастотних сигналів (наприклад, радіоприймачами та сервісами супутникової навігації) не може бути зупинено в режимі польоту; однак для отримання дзвінків і повідомлень необхідні як передавачі, так і приймачі, навіть коли на дзвінки або повідомлення не відповідають.
Оскільки передавачі пристрою вимикаються в режимі польоту, цей режим зменшує споживання енергії та збільшує термін служби акумулятора.

## Правовий статус у різних країнах
- Китай: До вересня 2017 року під час польоту заборонялося використовувати всі мобільні телефони, навіть у режимі польоту, хоча на крейсерській висоті можна було використовувати інші пристрої. 18 вересня 2017 року Управління цивільної авіації Китаю[en] послабило ці правила і дозволило всім китайським авіаперевізникам дозволити використовувати портативні електронні пристрої протягом усього польоту, поки вони перебувають в режимі польоту.[3]
- Європа: 9 грудня 2013 року Європейська агенція авіаційної безпеки оновила свої рекомендації щодо портативних електронних пристроїв, дозволяючи використовувати їх протягом усього польоту, якщо вони перебувають в режимі польоту.[4]
- Індія: 23 квітня 2014 року Генеральне управління цивільної авіації[en] (DGCA) внесло зміни до норми, яка забороняє використання портативних електронних пристроїв і дозволило використовувати їх на всіх етапах польоту.[5]
- США: У оновленому огляді в жовтні 2013 року Федеральне авіаційне управління США (FAA) дало рекомендацію щодо використання електронних пристроїв у «режимі польоту» — стільниковий звʼязок необхідно вимкнути, а Wi-Fi можна використовувати, якщо авіаперевізник це дозволяє. Передача на коротких відстанях, наприклад Bluetooth, дозволена на деяких літаках. У заяві Федеральне авіаційне управління США посилається на звичайну практику авіакомпанії, чиї літаки можуть витримувати використання цих персональних електронних пристроїв, але використання все ще може бути заборонено на деяких моделях літаків.[6]